# アダム・キューバート
アダム・キューバート（Adam Kubert, 1959年 - ）は、アメリカ合衆国のコミックのアーティストである。マーベル・コミックスやDCコミックスで働き、『アルティメットX-MEN』、『アルティメット・ファンタスティック・フォー』、『インクレディブル・ハルク』、『ウルヴァリン』、『スパイダーマン』、『スーパーマン』、『ゴーストライダー』のペンシラー経験がある。
2008年に『ウィザード』誌の「ホットな10人のライター&アーティスト」の1人に選ばれた。父のジョー・キューバート、弟のアンディ・キューバートもコミックのアーティストである。また故郷のニュージャージー州ドーバーで父が設立したキューバート・スクールで講師を務めている。

## 生い立ち
アダム・キューバートはミュリエルとジョーのあいだに生まれる。姉妹にリサ、兄弟にデヴィッド、ダニエル、アンドリューがいる。また姪はコミック編集者のケイティ・キューバートである。ニュージャージー州ドーバーで育つ。12歳の時にレタラーとしてプロのコミック作家としてのキャリアを始める。ロチェスター工科大学でメディカル・イラストレーションの学位を取得して卒業後、ドーバーで父が設立したキューバート・スクールへと通う。

## キャリア
DCコミックスでレタラーとしてキャリアを始める。初めてクレジットされたのは『Sgt. Rock』第394号（1984年11月）のストーリー「Gremlins」であった。また兄弟と共に『Adam Strange』や企業間クロスオーバー『Batman versus Predator』を手がけた。

### マーベルコミックス
1993年から1996年のあいだはラリー・ハマ脚本の『ウルヴァリン』で第75号から第102号のうち計17号の作画を担当した。最初に担当した号はマグニートーがウルヴァリンの身体からアダマンチウムを抜き取る話であった。キューバートはその後1995年の「エイジ・オブ・アポカリプス」展開ではリミテッドシリーズ『ウエポンX』を担当するstoryline in 1995.。さらに翌年にはワンショット『オンスロート: X-メン』と『オンスロート: マーベルユニバース』を執筆した。1997年にはピーター・デビッド脚本の『インクレディブル・ハルク』の第454号から第467号及びマイナス1号（1997年7月）のうち計12号を担当した。1998年末から1999年初頭にはヨーロッパの作家であるリチャード・イザノーブと組んで『X-MEN』第81-84号を執筆した。
2001年キューバートは創刊された『アルティメットX-MENに起用され、最初の4号連続で作画を担当し、その後も第33号（2003年7月）で降板するまでに頻繁に執筆した。2004年に創刊された『アルティメット・ファンタスティック・フォー』では再びマーク・ミラーとブライアン・マイケル・ベンディスと組み、第1-6号及び第13-18号を執筆した。

### DCコミックス
アダムとアンディは2005年6月にDCコミックスと専属契約を交わした。DCでの初めてのプロジェクトは『アクション・コミックス』第884-847号、第851号、アニュアル第11号でジェフ・ジョーンズとリチャード・ドナーが脚本を執筆したスーパーマンのストーリー「ラスト・サン」であった。執筆の遅れにより「ラスト・サン」の第4話は2007年初頭の第851号、最終話はアニュアル第11号に掲載された。続いて担当したスーパーマンのプロジェクトは「ファイナル・クライシスのタイインであるブラッド・メルツァー脚本の『DC Universe: Last Will and Testament』であった。
彼のDCとの契約中最後の仕事は2009年2月発売の『Batman and The Outsiders Special』であった。

### マーベル復帰
2009年5月にキューバートはマーベルに復帰し、『ウルヴァリン』第73-74号を執筆した。続いて彼は『ニューミュータンツ』や『Wolverine: Weapon X』のカバー、さらに「ダークレイン」のタイインである『The List: Amazing Spider-Man』の本編の作画を担当した。
マーベルに復帰した一方、彼はDCの『ウェンズデー・コミックス』の「サージ・ロック」には関与を続けた。マーベルでは続いて『アストニッシング・スパイダーマン&ウルヴァリン』でペンシラーを務めた。2012年にはクロスオーバーミニシリーズ『アベンジャーズ VS X-MEN』の第8-10号及び第12号でペンシラーを務めた。

### 教職
2012年に亡くなった父が設立したキューバート・スクールにて兄弟のアンディと共に教鞭を振るっている。

## 受賞
- 1992年 アイズナー賞 - インカー賞:　『Batman versus Predator』[26]

## ビブリオグラフィ

### コミコ・コミックス
- Jezebel Jade #1-3 (1988)
- Jonny Quest #6 (1986)

### DCコミックス
- Action Comics #844-846, 851, Annual #11 (2006-2008)
- Adam Strange #1-3 (1990)
- Batman & the Outsiders Special #1 (2009)
- Batman versus Predator #1-3 (1992)
- Clash #1-3 (1991-1992)
- DC Universe: Last Will and Testament #1 (2008)
- Doc Savage #1-4 (1987-1988)
- Justice League of America vol. 2 #0 (2006)
- Sgt. Rock #394, 401, 417, 422 (1984-1988)
- Star Trek #38 (1987)
- The Warlord #95, 100, Annual #5 (1985-1986)
- Wednesday Comics #1-12 (Sgt. Rock) (ライター) (2009)

### マーベルコミックス
- Astonishing Spider-Man & Wolverine #1-6 (2010-2011)
- Avengers & X-Men: AXIS #1-2, 7 (2014)
- Dark Reign: The List – The Amazing Spider-Man #1 (2010)
- Ghost Rider/Blaze: Spirits of Vengeance  #1-10, 12-13 (1992-1993)
- The Incredible Hulk vol. 2 #454, -1, 455-456, 458-460, 462-464, 466-467 (1997-1998)
- The Incredible Hulk vol. 3 #87 (2005)
- Mark Hazzard: Merc #9 (1987)
- Onslaught: Marvel Universe #1 (1996)
- Onslaught: X-Men #1 (1996)
- The Spectacular Spider-Man#1–6,#297–300,#304- (2017–)
- Ultimate Fantastic Four #1-6, 13-18 (2004-2005)
- Ultimate X-Men #1-8, 10-12, 15-17, 20-22, 25, 29, 31-33 (2001-2003)
- Uncanny X-Men #339, 368-370, 372-373, 375, 378, 381, 383-384 (1996-2000)
- Weapon X #1-4 (1995)
- Wolverine vol. 2 #75, 77-79, 81-82, 85, 87-88, 90, 92-93, 95-97, 100, 102 (1993-1996)
- Wolverine vol. 3 #73-74 (2009)
- X-Men #81-84 (1998-1999)
- X-Men 2099 #1-3 (1993)